# Charles Daniel Balvo

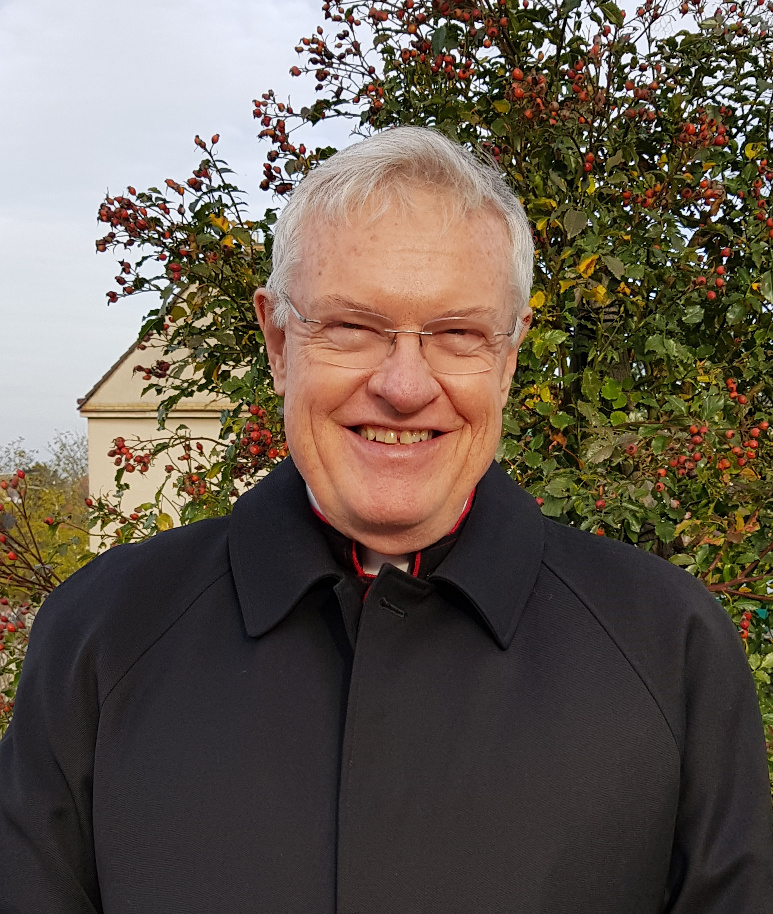
Charles Daniel Balvo, 2019

Charles Daniel Balvo (* 29. Juni 1951 in Brooklyn) ist ein US-amerikanischer Geistlicher, römisch-katholischer Erzbischof und Diplomat des Heiligen Stuhls.

## Leben
Die Priesterweihe empfing er am 6. Juni 1976 durch den Bischof von San Diego, Leo Thomas Maher.
Papst Johannes Paul II. ernannte ihn am 1. April 2005 zum Titularerzbischof pro hac vice von Castello. Die Bischofsweihe spendete ihm der Erzbischof von New York, Edward Michael Kardinal Egan, am 29. Juni desselben Jahres; Mitkonsekratoren waren Gabriel Montalvo Higuera, Apostolischer Nuntius in den Vereinigten Staaten von Amerika, und Celestino Migliore, Apostolischer Nuntius bei den Vereinten Nationen.
Erzbischof Balvo war vom 1. April 2005 bis 17. Januar 2013 Apostolischer Nuntius auf den Fidschi und den Marshallinseln, in Kiribati, in den Föderierten Staaten von Mikronesien, in Neuseeland, in Palau, in Tonga, in Vanuatu. Im gleichen Zeitraum war er Apostolischer Delegat für Ozeanien. Vom 25. März 2006 bis zum 17. Januar 2013 war er auch Apostolischer Nuntius auf den Cook-Inseln, für Samoa und für Nauru.
Am 17. Januar 2013 ernannte ihn Papst Benedikt XVI. zum Apostolischen Nuntius in Kenia und entsandte ihn als „Ständigen Beobachter“ beim Umweltprogramm der Vereinten Nationen und beim Programm der Vereinten Nationen für menschliche Siedlungen (HABITAT) in Nairobi. Papst Franziskus bestellte ihn am 21. Dezember 2013 zusätzlich zum Apostolischen Nuntius im Südsudan.
Am 21. September 2018 ernannte ihn Papst Franziskus zum Apostolischen Nuntius in Tschechien und am 17. Januar 2022 zum Apostolischen Nuntius in Australien.